# I divi del varietà
I divi del varietà (Orphans' Benefit) è un film del 1941 diretto da Riley Thomson. È un cortometraggio animato della serie Mickey Mouse prodotto dalla Walt Disney Productions; uscì negli Stati Uniti il 22 agosto 1941, distribuito dalla RKO Radio Pictures. Il film è un remake del cortometraggio del 1934 Una serata di beneficenza. A partire dagli anni novanta è più noto come Spettacolo di beneficenza. Nell'aprile 1998 fu inserito nel film di montaggio direct-to-video I capolavori di Paperino.
Nell'edizione italiana alla gallina Chiquita viene nuovamente dato un nome inventato sul momento, ovvero "Madame Coco Alacoque", dopo che ne I tifosi di Topolino veniva chiamata "signora Pettinoni".

## Trama
I topini orfani arrivano a un teatro per uno spettacolo gratuito dal titolo Gran spettacolo: Serata di beneficenza. Mentre gli orfani entrano nell'edificio, Topolino e Minni regalano loro lecca lecca, gelati e palloncini.
Paperino inizia lo spettacolo recitando Mary e il suo piccolo agnellino, ballando The Sailor's Hornpipe e recitando Piccolo ragazzo. Quando però dice "suona la trombetta", un orfano si soffia il naso e il papero si sente provocato. Topolino lo incoraggia a continuare, ma la seconda volta tutti gli orfani si soffiano il naso. Paperino si infuria e li sfida a combattere, tuttavia viene rimosso forzatamente dal palco.
Nell'esibizione seguente Pippo, Orazio Cavezza e Clarabella eseguono una danza acrobatica.
Dopo questo, Paperino torna a vendicarsi recitando Piccolo ragazzo, e suona una trombetta prima che gli orfani siano in grado di rispondere. Mentre sta ridendo, un orfano usa il suo gelato come cerbottana sparandolo in faccia a Paperino, provocandolo ulteriormente. Quest'ultimo li sfida nuovamente a combattere, ma viene stordito dagli orfani con dei guantoni, per poi venir nuovamente rimosso dal palco.
Topolino presenta poi Chiquita, che canta un'aria chiocciante dal secondo atto di Lucia di Lammermoor ("Chi mi frena in tal momento") accompagnata dal topo al pianoforte.
Infine Paperino torna sul palco per l'ultima volta e recita rapidamente la frase "Piccolo ragazzo, suona la trombetta", attendendo che gli orfani lo interrompano. Eppure, poiché ora sembrino beneducati, il papero continua la recita. Ma quando dice "Dove sarà la tua cenetta?" gli orfani rispondono all'unisono "È dietro il pagliaio, svegliati babbeo!" Questo fa arrabbiare Paperino ancora di più, e sfida di nuovo gli orfani a combattere. Allora loro legano mattoni e altri oggetti pesanti sui loro palloncini e li fanno galleggiare sopra la testa del papero, facendoli poi scoppiare con le loro fionde e scatenando una raffica che culmina in una scatola di uova crude. Quando tutto è finito Paperino finalmente accetta la sconfitta ed esclama "Aw, phooey!".

## Produzione
Nell'estate del 1939, in previsione del 12º anniversario di Topolino l'anno successivo, Walt Disney commissionò un cortometraggio a due rulli provvisoriamente intitolato Mickey's Revival Party. Il piano era di aprire questo film con i personaggi che arrivano in un cinema dove avrebbero visto scene di vecchi film della serie Mickey Mouse, per lo più in bianco e nero (tra i quali Spettacolo di beneficenza). Gli sceneggiatori immaginarono i personaggi che interagivano tra loro umoristicamente sul grande schermo. Questo pertanto rese necessario che i vecchi filmati non potessero essere semplicemente aggiunti com'erano al nuovo film, ma dovessero essere ridisegnati completamente.
Fu in questo processo che Walt Disney decise di riprodurre totalmente molti di questi vecchi corti a colori. Ed era pure l'occasione per aggiornare i modelli dei personaggi, dal momento che molti di loro avevano cambiato aspetto dai primi anni '30. La cosa più evidente erano gli occhi di Topolino, che da solidi pallini neri erano diventati degli occhi bianchi con pupille, e il suo viso, che da bianco era diventato color carne per la prima volta in Pluto e le papere (1939). Anche Paperino era cambiato in forma e dimensioni del corpo in relazione a quest'ultimo.
E così Spettacolo di beneficenza fu il primo di questi film rifatti. Il risultato fu un'esatta versione shot-for-shot dell'originale, eccetto per il colore aggiunto e i personaggi aggiornati. Il film venne diretto da Riley Thomson e usò l'intera colonna sonora originale. Il titolo originale del corto vide anche una piccola modifica che lo rese più grammaticalmente corretto, anche se non si rifletté in parte del materiale promozionale, come il poster.
Il successivo film in programma per la riproduzione era Topolino Robinson (1935), ma non venne mai portato a termine. Il concetto originale per Mickey's Revival Party venne lasciato e Spettacolo di beneficenza divenne il solo corto Disney ad essere rifatto scena per scena. Non si sa quello che portò alla cancellazione, anche se Dave Gerstein ipotizzò o che la seconda guerra mondiale o forse lo sciopero degli animatori Disney del 1941 possa aver giocato un ruolo, o che semplicemente Walt Disney avesse preferito lavorare su film completamente nuovi piuttosto che "rivisitare ampiamente il passato".

## Distribuzione

### Edizione italiana
Il cortometraggio fu distribuito in Italia il 4 giugno 1971 all'interno del programma Paperino Story. Nel 1994, per l'uscita in VHS, il corto fu doppiato dalla Royfilm in collaborazione con il Gruppo Trenta. Tale doppiaggio venne poi utilizzato in tutte le occasioni successive.

### Cinema
- Paperino Story (1971)[6]

### Edizioni home video

#### VHS
- Topolino lupo di mare (marzo 1994)[2]
- I capolavori di Paperino (aprile 1998)[3]
- Paperino e l'arte del divertimento (ottobre 2004)[7]

#### DVD
Il cortometraggio è incluso nei DVD Walt Disney Treasures: Topolino star a colori - Vol. 2, Paperino e l'arte del divertimento, Extreme Music Fun e Paperino - 75º anniversario.